# 韓徳威
韓 徳威（かん とくい、942年 - 996年）は、遼（契丹）の軍人。字は普隣。契丹名は道韓。

## 経歴
韓匡嗣の子として生まれた。保寧初年、上京皇城使・儒州防禦使を経て、北院宣徽使となった。乾亨末年、父の喪のため辞職したが、復職すると臨時の西南招討使をつとめた。統和元年（983年）、党項15部の侵入を受けると、一戦してこれをしりぞけた。突呂不部と迭剌部の糾軍を領知した。稍古葛を平定した功績より、正式に西南招討使に任じられた。
夏州の李継遷が北宋から離反して契丹についたとき、徳威はかれを受け入れるよう契丹側で根回しした。李継遷が契丹についたため、西方の諸民族もまた契丹に服属した。統和4年（986年）、惕隠の耶律善補とともに北宋の楊業を討った。統和6年（988年）、開府儀同三司・同中書門下平章事の位を加えられた。ほどなく山西の城邑の多くを失陥したため、兵権を剥奪された。統和10年（992年）、李継遷がひそかに北宋についたため、徳威は兵を率いて赴いたが、李継遷は西征にかこつけて出てこなかった。徳威は霊州を略奪して帰還した。
統和14年（996年）、再び党項を討った。この年のうちに死去した。享年は55。侍中の位を追贈された。

## 家族

### 妻
- 蔑古乃捏睦袞

### 子
- 耶律遂忠
- 耶律遂正（字は韓隠、契丹名は雱金、彰国軍節度使）
- 耶律遂寧
- 耶律遂恭

### 孫
耶律遂正の子
- 耶律元佐（字は燕隠、契丹名は謝十）
- 耶律宗福（字は遵寧、契丹名は滌魯）
- 耶律元亨（字は宮寧、契丹名は高王六）

## 伝記資料
- 『遼史』巻82 列伝第12
- 韓徳威墓誌